# Eliminatórias da Copa do Mundo FIFA de 2006 - Oceania
As eliminatórias da Oceania para a Copa do Mundo FIFA de 2006 foram realizadas pela Confederação de Futebol da Oceania (OFC). Apenas uma seleção poderia obter uma das 32 vagas disponíveis na Copa do Mundo FIFA de 2006. A confederação tinha 11 membros, sendo aceita a Nova Caledônia totalizando 12 seleções. A Austrália e a Nova Zelândia receberam automaticamente uma vaga na segunda fase das eliminatórias.
A competição teve valor dobrado, sendo considerada a edição de 2004 da Copa das Nações da OFC, com uma exceção: os jogos do campeonato da Oceania em Outubro de 2004 não contaram para as eliminatórias da copa; ao invés disso, uma disputa separada aconteceu entre os dois times (Austrália e Ilhas Salomão) em Setembro de 2005. O vencedor dessa disputa jogou contra o quinto colocado da região da América do Sul por uma vaga na Copa do Mundo.

## Primeira fase
As 10 seleções da primeira fase foram divididas em dois grupos de 5 times cada. Em cada grupo as seleções jogaram todas contra todas em turno e returno. As duas melhores de cada grupo então passaram para a segunda fase onde juntavam-se às duas seleções cabeça-de-chave.

### Grupo 1
| País           | J | V | E | D | GP | GC | Pts |
| Ilhas Salomão  | 4 | 3 | 1 | 0 | 14 | 1  | 10  |
| Taiti          | 4 | 2 | 2 | 0 | 5  | 1  | 8   |
| Nova Caledônia | 4 | 2 | 1 | 1 | 16 | 2  | 7   |
| Tonga          | 4 | 1 | 0 | 3 | 2  | 17 | 3   |
| Ilhas Cook     | 4 | 0 | 0 | 4 | 1  | 17 | 0   |

| Data        | Partida                        | Local                   | Resultado |
| 10-Mai-2004 | Ilhas Salomão - Tonga          | Honiara (Ilhas Salomão) | 6:0 (2:0) |
| 10-Mai-2004 | Taiti - Ilhas Cook             | Honiara (Ilhas Salomão) | 2:0 (1:0) |
| 12-Mai-2004 | Ilhas Salomão - Ilhas Cook     | Honiara (Ilhas Salomão) | 5:0 (3:0) |
| 12-Mai-2004 | Taiti - Nova Caledônia         | Honiara (Ilhas Salomão) | 0:0       |
| 15-Mai-2004 | Tonga - Ilhas Cook             | Honiara (Ilhas Salomão) | 2:1 (0:0) |
| 15-Mai-2004 | Ilhas Salomão - Nova Caledônia | Honiara (Ilhas Salomão) | 2:0 (2:0) |
| 17-Mai-2004 | Nova Caledônia - Ilhas Cook    | Honiara (Ilhas Salomão) | 8:0 (6:0) |
| 17-Mai-2004 | Taiti - Tonga                  | Honiara (Ilhas Salomão) | 2:0 (1:0) |
| 19-Mai-2004 | Nova Caledônia - Tonga         | Honiara (Ilhas Salomão) | 8:0 (4:0) |
| 19-Mai-2004 | Ilhas Salomão - Taiti          | Honiara (Ilhas Salomão) | 1:1 (0:1) |

### Grupo 2
| País             | J | V | E | D | GP | GC | Pts |
| Vanuatu          | 4 | 3 | 1 | 0 | 16 | 2  | 10  |
| Fiji             | 4 | 3 | 0 | 1 | 19 | 5  | 9   |
| Papua Nova Guiné | 4 | 2 | 1 | 1 | 17 | 6  | 7   |
| Samoa            | 4 | 1 | 0 | 3 | 5  | 11 | 3   |
| Samoa Americana  | 4 | 0 | 0 | 4 | 1  | 34 | 0   |

| Data        | Partida                            | Local        | Resultado  |
| 10-Mai-2004 | Papua Nova Guiné - Vanuatu         | Apia (Samoa) | 1:1 (0:0)  |
| 10-Mai-2004 | Samoa - Samoa Americana            | Apia (Samoa) | 4:0 (2:0)  |
| 12-Mai-2004 | Samoa Americana - Vanuatu          | Apia (Samoa) | 1:9 (1:3)  |
| 12-Mai-2004 | Fiji - Papua Nova Guiné            | Apia (Samoa) | 4:2 (2:2)  |
| 15-Mai-2004 | Fiji - Samoa Americana             | Apia (Samoa) | 11:0 (7:0) |
| 15-Mai-2004 | Samoa - Vanuatu                    | Apia (Samoa) | 0:3 (0:1)  |
| 17-Mai-2004 | Samoa Americana - Papua Nova Guiné | Apia (Samoa) | 0:10 (0:7) |
| 17-Mai-2004 | Samoa - Fiji                       | Apia (Samoa) | 0:4 (0:1)  |
| 19-Mai-2004 | Fiji - Vanuatu                     | Apia (Samoa) | 0:3 (0:1)  |
| 19-Mai-2004 | Samoa - Papua Nova Guiné           | Apia (Samoa) | 1:4 (0:2)  |

## Segunda fase
Os seis membros sobreviventes tomaram parte em um torneio onde cada time jogava contra todos os outros em turno e returno. As duas melhores seleções desse grupo, Austrália e Ilhas Salomão competiram pelo direito de jogar contra o quinto colocado das Eliminatórias Sul-Americanas.
| País          | J | V | E | D | GP | GC | Pts |
| Austrália     | 5 | 4 | 1 | 0 | 21 | 3  | 13  |
| Ilhas Salomão | 5 | 3 | 1 | 1 | 9  | 6  | 10  |
| Nova Zelândia | 5 | 3 | 0 | 2 | 17 | 5  | 9   |
| Fiji          | 5 | 1 | 1 | 3 | 3  | 10 | 4   |
| Taiti         | 5 | 1 | 1 | 3 | 2  | 24 | 4   |
| Vanuatu       | 5 | 1 | 0 | 4 | 5  | 9  | 3   |

| Data        | Partida                       | Local                | Resultado  |
| 29-Mai-2004 | Vanuatu - Ilhas Salomão       | Adelaide (Australia) | 0:1 (0:0)  |
| 29-Mai-2004 | Taiti - Fiji                  | Adelaide (Austrália) | 0:0        |
| 29-Mai-2004 | Austrália - Nova Zelândia     | Adelaide (Austrália) | 1:0 (1:0)  |
| 31-Mai-2004 | Nova Zelândia - Ilhas Salomão | Adelaide (Austrália) | 3:0 (1:0)  |
| 31-Mai-2004 | Austrália - Taiti             | Adelaide (Austrália) | 9:0 (3:0)  |
| 31-Mai-2004 | Fiji - Vanuatu                | Adelaide (Austrália) | 1:0 (0:0)  |
| 02-Jun-2004 | Austrália - Fiji              | Adelaide (Australia) | 6:1 (2:1)  |
| 02-Jun-2004 | Taiti - Ilhas Salomão         | Adelaide (Austrália) | 0:4 (0:3)  |
| 02-Jun-2004 | Nova Zelândia - Vanuatu       | Adelaide (Austrália) | 2:4 (0:1)  |
| 04-Jun-2004 | Nova Zelândia - Taiti         | Adelaide (Austrália) | 10:0 (5:0) |
| 04-Jun-2004 | Fiji - Ilhas Salomão          | Adelaide (Austrália) | 1:2 (1:1)  |
| 04-Jun-2004 | Vanuatu - Austrália           | Adelaide (Austrália) | 0:3 (0:1)  |
| 06-Jun-2004 | Taiti - Vanuatu               | Adelaide (Austrália) | 2:1 (1:1)  |
| 06-Jun-2004 | Fiji - Nova Zelândia          | Adelaide (Austrália) | 0:2 (0:1)  |
| 06-Jun-2004 | Ilhas Salomão - Austrália     | Adelaide (Austrália) | 2:2 (1:0)  |

## Copa das Nações da OFC
A disputa não fez parte das Eliminatórias.
| Data        | Partida                   | Local                   | Resultado |
| 09-Oct-2004 | Ilhas Salomão - Austrália | Honiara (Ilhas Salomão) | 1:5 (0:4) |
| 13-Oct-2004 | Austrália - Ilhas Salomão | Sydney (Austrália)      | 6:0 (2:0) |

A Austrália foi a campeã da Copa das Nações da Oceania de 2004.

## Finais
| Data        | Partida                   | Local                   | Resultado |
| 03-Set-2005 | Austrália - Ilhas Salomão | Sydney (Austrália)      | 7:0 (3:0) |
| 06-Set-2005 | Ilhas Salomão - Austrália | Honiara (Ilhas Salomão) | 1:2 (0:1) |

## Repescagem
| Data        | Partida             | Local                | Resultado                                 |
| 12-Nov-2005 | Uruguai - Austrália | Montevidéu (Uruguai) | 1:0 (1:0)                                 |
| 16-Nov-2005 | Austrália - Uruguai | Sydney (Austrália)   | 1:0 Prorrogação (1:0) (1:0) 4:2 Pênaltis* |

- Para a Austrália bateram: Kewell, Neill, Viduka, Vidmar e Aloisi. Todos marcaram, exceto Viduka que chutou por cima do gol.
- Para o Uruguai bateram: Varela, Estoyanoff, Rodríguez e Zalayeta. Os dois primeiros marcaram. Schwarzer defendeu os outros dois pênaltis.

Classificado para a Copa do Mundo:  Austrália